# Pedro Velho (kommun)
Pedro Velho är en kommun i Brasilien.   Den ligger i delstaten Rio Grande do Norte, i den östra delen av landet, 1 700 km nordost om huvudstaden Brasília. Antalet invånare är 14 119.
Följande samhällen finns i Pedro Velho:
- Pedro Velho

Omgivningarna runt Pedro Velho är en mosaik av jordbruksmark och naturlig växtlighet. Runt Pedro Velho är det ganska glesbefolkat, med 47 invånare per kvadratkilometer.